# 문연주
문연주(1963년 ~ )는 대한민국의 가수이다.
현재 거주지는 서울특별시이다.

## 데뷔
- 2004년 1집 앨범 "왜 나만"

## 음반
| 발매             | 제목                                          | 비고   |
| ---------------- | --------------------------------------------- | ------ |
| 1987년 6월 30일  | 힘든 사랑 쉬운 이별 / 남긴 정                 | LP     |
| 2004년 11월 11일 | 왜 나만                                       | 정규   |
| 2006년 4월 1일   | 둘이서                                        | 비정규 |
| 2009년 5월 1일   | 잡지마 / 웃으며 삽시다 / 둘이서               | 정규   |
| 2009년 10월 1일  | 둘이서 / 짜라자짜                             | 정규   |
| 2013년 1월 1일   | 문연주 애창곡 & 흘러간 옛노래                 | 리믹스 |
| 2013년 8월 26일  | 문연주 2013 (웃으며 삽시다)                   | 정규   |
| 2014년 4월 17일  | 명품 트로트 가요                              | 정규   |
| 2015년 5월 12일  | 문연주 명작 트로트 (트로트 / 디스코)          | 정규   |
| 2015년 8월 21일  | Golden Best (사랑은 만병통치약 / 고향에 가자) | 정규   |
| 2017년 4월 21일  | 도련님                                        | 싱글   |
| 2018년 6월 15일  | 복 터졌네                                     | 싱글   |
| 2019년 9월 26일  | 사랑 바보                                     | 싱글   |
| 2020년 2월 14일  | 문연주 베스트                                 | 베스트 |
| 2020년 12월 24일 | 문연주 베스트 미니앨범                        | EP     |
| 2021년 4월 22일  | 문연주 골든스페셜                             | 정규   |

## 홍보대사
- 2016년 2016 국민대통합위원회 홍보대사

## 수상
- 2013년 대한민국 향토가요제 인기가수상 수상
- 2014년 한국대중가요발전협회 인기가수상 수상
- 2014년 KBS 트로트 대축제 10대 가수상
- 2016년 2016 KOCIA 전국 노래교실 회원의 날 시상식 10대 가수상
- 2016년 MBC가요베스트 대제전 인기상 수상